# Гриб Кузьма Кіндратович
Кузьма Кіндратович Гриб (30 жовтня 1910, с. Верхівка на Вінниччині — 1997) — український письменник. 

## Життєпис
Народився у селянській сім'ї у матері Маланки Олійниченко та батька Кіндрата. Мав 5 сестер та братів. Батьки працювали по найму. Батько хлопчика пішов на Першу світову війну коли Кузьмі не виповнилося й чотирьох літ. Мати Кузьми батрачила поденницею в багатіїв з двома малолітніми дітми. 
В 1920 році комнезам направив Гриба в сирітський будинок при Бессарабській комуні в с. Ободівка де він закінчив семирічку і того ж року виїхав до Вінниці, де влаштувався на підготовчі курси. Потім поступив до Вінницького інституту соціального виховання, після закінчення якого в 1933 році був відряджений на роботу в Ново-Архангельську середню школу. Потім переріхав на Черкащину. Працював у Тальянківському сільськогосподарському технікумі. 
У вересні 1941 року, коли правобережна Україна була окупована гітлерівськими військами, організував з учнів технікуму підпільну патріотичну групу, яка згодом перетворилася в партизанський загін, що діяв у басейні річки Унави на Черкащині. Гриб особисто писав, друкував і розповсюджував серед населення листівки, відозви, заклики. 
У грудні 1943 року, в одному з боїв, з якими загін проривався з оточення назустріч Червоній Армії, Гриб був поранений і захоплений у полон. На допитах в Уманській тюрмі фашисти скалічили його. Грибові з шістьма іншими полоненими вдалося втекти і перебратися до своїх. 
Після лікування Гриб написав і надіслав на адресу ЦК КП(б)У розширений звіт про діяльність свого загону на окупованій території. Той звіт засвідчили дванадцять райкомів партії, після чого він був затверджений Українським штабом партизанського руху (УШПР). Партизанам видали зарплатню, вручили бойові нагороди, а їхнього командира направили на роботу директором середньої школи № 133 м. Києва. Проте 14 травня 1946 року його несподівано заарештували і без жодних пояснень кинули до одиночної камери внутрішньої тюрми. 
Слідство тривало рік. 13 травня 1947 року Гриб був засуджений на 15 років позбавлення волі із подальшою поразкою в правах і конфіскацією належного майна. 
Покарання відбував у Мордовських таборах (ст. Потьма, п/в Явас) без права листування й одержування посилок. Через два роки після смерті Сталіна у зону прибула з Москви спеціальна комісія, що переглядала судово-слідчі справи і на підставі Указу Президії Верховної Ради Союзу РСР від 17 вересня 1955 року достроково амністувала тисячі в'язнів. 18 жовтня 1955 року Гриб теж опинився на волі. А 18 лютого 1956 року військовий трибунал КВО скасував вирок від 17 травня за відсутністю складу злочину і реабілітував партизанського командира. 
Повернувшись на волю, Кузьма Гриб віддався літературній творчості.
За збірку повістей "Назустріч юності" Кузьмі Грибу в 1986 році було присуджено літературну премію Кабінету Міністрів України імені Лесі Українки. 
Помер письменник у 1997 році. 
Прадід дослідниці історії "Щедрика" Тіни Пересунько.

## Твори
повість «Бойове завдання» (1958), повість «Побратим» (1960), «Зрадливі кульбаби» (1961), «Климко» (1964), «Перший постріл» (1974), збірки оповідань «В зоряну ніч» (1970), "Партизанські таємниці" (1979), документальна оповідь "За Унавою - партизани" (1977) та ін. 